# Vittorio Venetó-i csata
A Vittorio Venetó-i csata vagy harmadik piavei csata az antant és az olasz csapatok döntő győzelme volt az Osztrák–Magyar Monarchia seregei fölött az első világháborúban az olasz fronton, Vittorio Veneto közelében. A monarchiabeli csapatok olyan vereséget szenvedtek, hogy a Monarchia megbízottai fegyverszünetet kértek Olaszországtól, ezáltal a Monarchia befejezte részvételét az első  világháborúban.

## A Monarchia csapatai
Az Osztrák–Magyar Monarchia támadását (második piavei csata) az olasz és antant csapatok sikeresen megállították 1918. június 22-én. A Monarchia számára egyértelművé vált, hogy az olasz fronton nem tud győzelmet kierőszakolni, Olaszország elfoglalása többé már nem sikerülhet. A kifáradt, utánpótlásban szegény Isonzó hadtest és az osztrák-magyar 6. hadsereg már nem bírhatott ki még egy antant rohamot. A Tirolban állomásozó 10. és 11. hadtest szintén legyengült, harcra képtelennek mutatkozott, a parancsmegtagadások és lázadások megsokszorozódtak. A többnemzetiségű hadtestek kezdtek szétbomlani, a magyarok a hazaszállításukat követelték, a szláv nemzetiségű katonák pedig nem akartak tovább harcolni a Monarchiáért. A Monarchia hadserege a széthullás szélén állt, a hadvezetés pontosan tudta, hogy egy új antant rohamnak nem fognak tudni ellenállni és az olasz front összeomlik.

## Olaszország és az antant hadereje
Az olasz hadvezetés és a térségben állomásozó antant csapatok hadvezetése a második piavei csata után már támadó terveket készített elő a Monarchia olasz frontja ellen. A jól felszerelt, egyre inkább javuló morálú olasz csapatok Olaszország javára billentették a mérleg nyelvét. Az olasz főparancsnok, Armando Diaz eredetileg október 16-ára tervezte az antant támadást, de az időjárás miatt ezt október 24-ére halasztották.

## A Monarchia belső állapota
1918 októberére a Monarchia belső államegysége nagyrészt szétesett, megszűnt. A délszlávokat már október eleje óta a Zágráb székhelyű Szlovének, Horvátok és Szerbek Nemzeti Tanácsa képviselte, mely Tanács október végén ideiglenes alkotmányt fogadott el és kormányzati szervet alakított, létrehozta a Szerb-Horvát-Szlovén Államot. Az október 14-i Csehországban kibontakozó általános sztrájk után a cseh tartományokban már Prága irányította a kormányzati folyamatokat. A magyar Országgyűlés október 16-ától csak mint perszonálunióként tekintett a Monarchiára. A Monarchia államegysége tehát még az olasz támadás és a Balkán felől érkező antant csapatok a Monarchia államhatáraihoz érkezése előtt megszűnt. Az uralkodó, Károly császár és király október 25-én kinevezte ifj. Andrássy Gyula grófot a Monarchia külügyminiszterévé. A minisztériumban összeállították a fegyverszüneti küldöttséget, mely küldöttség készen állt arra, hogy az antant csapatok minden feltételét elfogadják.

## A csata
Október 24-én megindult az olasz csapatok támadása Tirol és a Piave folyó térségében, ám a kisebb támadásokat a Monarchia csapatai még vissza tudták verni. Október 26. éjjelén az olasz főerők hídfőket létesítettek a Piave folyón és megkezdték a támadást. A támadás központja Vittorio Veneto településhez közel volt, e falu után nevezték el a támadást Vittorio Venetó-inak. Október 29-én a hídfőktől támadást indítottak a Monarchia védőállásai ellen, több helyen áttörték az olasz frontot. A Monarchia csapatai rendezetlenül vonultak vissza a frontvonalról. A Monarchia kudarca teljes volt.

## A Monarchia fegyverszünete
Október 29-én a Monarchia fegyverszüneti küldöttsége utasítást kapott arra, hogy minél előbb lépjen kapcsolatba az olasz hadvezetéssel és kérjen fegyverszünetet. Október 29-én az olasz hadvezetés átvette a Monarchia azonnali fegyverszüneti kérelmét, de tárgyalásra nem került sor a felek között. A fegyverszüneti küldöttség október 31-én eljutott Padova városába, az olasz főparancsnokság székhelyére. Szintén ezen a napon Párizsban a Legfelsőbb Haditanács ülésén megegyezés jött létre a részt vevő felek között a Monarchiának  szánt fegyverszüneti feltételekről. November 3-án a Monarchia küldöttsége aláírta az fegyverszüneti okmányt, ami a padovai fegyverszünetként került be a történelembe. A pótjegyzőkönyv szerint az fegyverszünet nem az aláíráskor, november 3-án, hanem másnap, november 4-én, délután három órakor lép hatályba. Mivel az osztrák hadvezetés már a fegyverszünet aláírása előtt értesítette a harcoló hadseregeit az ellenségeskedések azonnali beszüntetéséről, azok nem harcoltak tovább november 3-a után, ám az olasz hadvezetőség betartotta a pótjegyzőkönyv előírását, és november 4-éig továbbra is harcoló félként lépett fel. A monarchiabeli katonák fegyvertelenül várták az előrenyomuló olasz csapatokat, akik azonban hivatkozva arra, hogy még hadban állnak egymással, a Monarchia katonáit hadifoglyoknak tekintették és hadifogságba ejtették őket, így az utolsó napon, november 3-tól november 4-ig több mint 360 000 monarchiabeli katona esett olasz hadifogságba, emellett az olaszok jelentős hadizsákmányra is szert tettek.

## Következmények
A  Vittorio Venetó-i csata az olasz front utolsó csatája volt, mely szétzilálta a Osztrák–Magyar Monarchia hadseregét és egyben szétbomlasztotta magát a duális Monarchiát is. A fegyverszünet aláírása után több mint 360 000 monarchiabeli katona esett olasz hadifogságba. Ausztria–Magyarország hátországa kimerült, a sztrájkok, lázadások megsokszorozódtak. A délszlávok, csehek kiszakadtak a Monarchia területi egységéből, a szlovákok, románok, lengyelek szintén a Monarchia elhagyását tervezték. Az ausztriai tartományokban elégedetlenségi hullám söpört végig, mely a Habsburg-monarchia széthullását eredményezte, és Károly császár lemondatásához vezetett. Magyarországon a budapesti őszirózsás forradalom elsöpörte a királyság intézményét, kikiáltották Magyarország függetlenségét és a köztársaságot. Az Osztrák–Magyar Monarchia széthullott, miközben egyre nagyobb számban érkeztek haza a frontvonalakról a sebesült, legyengült katonák. A Német Birodalom utolsó szövetségese is kidőlt a sorból, Németország egyedül maradt az antanttal szemben.
Olaszország győztesen került ki a háborúból, a nagy emberveszteség és az ipari sztrájkok miatt azonban nehéz jövő felé nézett a kimerült ország.

## Külső hivatkozások
- Az olasz front[halott link]